# Ostaszewo-Włuski
Ostaszewo-Włuski – wieś w Polsce położona w województwie mazowieckim, w powiecie pułtuskim, w gminie Gzy. Ma status sołectwa. Przez Ostaszewo-Włuski przepływa rzeka Kolnica. 
W latach 1975–1998 miejscowość administracyjnie należała do województwa ciechanowskiego.